# طولغا زنكين
طولغا زنكين (بالتركية:Tolga Zengin)، من مواليد 10 أكتوبر 1983 في هوبا في تركيا، هو لاعب كرة قدم تركي. يلعب حالياَ مع نادي بشكتاش.
بدأ مسيرته الكروية مع نادي طرابزون سبور التركي في عام 2002،
بدأ باللعب مع منتخب تركيا لكرة القدم في عام 2006.

## مسيرته الكروية
لعب طولغا زنكين خلال مسيرته الاحترافية مع ناديين في ستة عشر موسمًا ولم يسجل خلالها أي هدف ضمن 198 مباراة. حيث فاز في موسمين بالكأس وفي موسمين بالدوري.
خاض طولغا زنكين مسيرته مع نادي طرابزون سبور في موسم 2003–04 ليلعب معه عشرة مواسم، مشاركًا في 112 مباراة ولم يسجل أي هدف. ثم انتقل إلى نادي بشكتاش في موسم 2013–14 ليلعب معه ستة مواسم، حيث شارك في 86 مباراة ولم يسجل أي هدف أيضًا.

## روابط خارجية
- طولغا زنكين على موقع الاتحاد الدولي (مؤرشف)  (الإنجليزية)
- طولغا زنكين على موقع الاتحاد الأوربي (الإنجليزية)
- طولغا زنكين على موقع اتحاد تركيا (لاعب) (الإنجليزية)
- طولغا زنكين على موقع قاعدة بيانات كرة القدم.إي يو (الإنجليزية)
- طولغا زنكين على موقع ناشيونال فوتبول تيمز (الإنجليزية)
- طولغا زنكين على موقع Soccerway.com (الإنجليزية)
- طولغا زنكين على موقع عالم كرة القدم.نت (الإنجليزية)
- طولغا زنكين على موقع كووورة